# Продельфін смугастий
Продельфін смугастий (Stenella coeruleoalba) — вид родини дельфінових.

## Поширення
Мешкає в помірних і тропічних водах Атлантичного, Тихого та Індійського океанів, а також багатьох прилеглих морів, включаючи Середземне море. Північні і південні межі діапазону близько 50° пн.ш. і 40° пд.ш., хоча є рідкісні записи з Камчатки, на півдні Гренландії, Ісландії, Фарерських островів і островів Принца Едуарда. Вони є рідкістю в Японському морі, Східно-Китайському морі, біля східного узбережжя Тайваню і вод Рюкю, і кілька записів з Перської затоки і Червоного моря.

## Поведінка
Раціон в основному складається з найрізноманітнішої малих та середніх глибин риби, особливо з анчоусів, тріски, кальмарів. Можуть годуватися в водах до глибин 200-700 м, в континентальний схил або океанічних районах.

## Загрози і захист
Загрозою є полювання. Як і на інших північноатлантичних морських ссавців, на цей вид впливає забруднення води хлорорганічними сполуками, іншими антропогенними сполуками і важкими металами.